# Nils Wilhjelm
Nils Wilhjelm, född 17 juni 1936 i Köpenhamn, död 6 mars 2018 i Nykøbing Falster, var en dansk godsägare, direktör, kammarherre, hofjægermester och politiker (Det Konservative Folkeparti). Han var industriminister i Poul Schlüters regeringar 1986–1989 och folketingsledamot 1987–1989. 1998 blev han kommendör av 1:a graden av Dannebrogsorden.
Nils Wilhjelm är son till överingenjören Erik Wilhelm och Grete Kier. Han tog studentexamen från Holte Gymnasium 1955 och blev forstkandidat 1963 från Köpenhamns universitet. Han arbetade sedan som assistent på Landbohøjskolens skogsbruksavdelning (1963–1967), som ledare för företaget Bruun Madsen & Wilhjelm A/S (1965–1967) och konsult för Crown Zellerbach Corp. USA (1967–1968). Han blev sedan direktionssekreterare på Junckers Savværk (1968-1970) och direktör på Junckers Industrier A/S och A/S Sylvadan (1970–1986). Senare var han även direktör för Incentive A/S (1983-1986) och ordförande av Industrirådet (1983–1986). Han köpte godset Orenæs 1966, som han ägde till 1995.
Wilhjelm var ordförande av en kommitté, tillsatt av regeringen, Wilhjelmudvalget (2000–2001). Denna hade till uppdrag att utreda tillståndet för Danmarks natur, samt utarbeta en handlingsplan för biologisk mångfald och förslag på hur jordbruket, fiske- och skogsnäringarna kunde bli mer miljövänliga. 2001 lade man fram rapporten En rig natur i et rigt samfund.
Wilhjelm var en passionerad filatelist.

## Styrelseuppdrag
- Styrelseordförande av Incentive A/S (1980-1983)
- Styrelseledamot av Det Danske Trælastkompagni A/S (samt dotterbolag)
- Styrelseledamot av Aage V. Jensens Fonde
- Styrelseledamot av Dampskibsselskabet af 1912 (?-2003)
- Vice ordförande av Odense Staalskibsværft A/S
- Ordförande av Fonden Femern Bælt Forum (?-2007)